# Station Amsterdam Westerdok

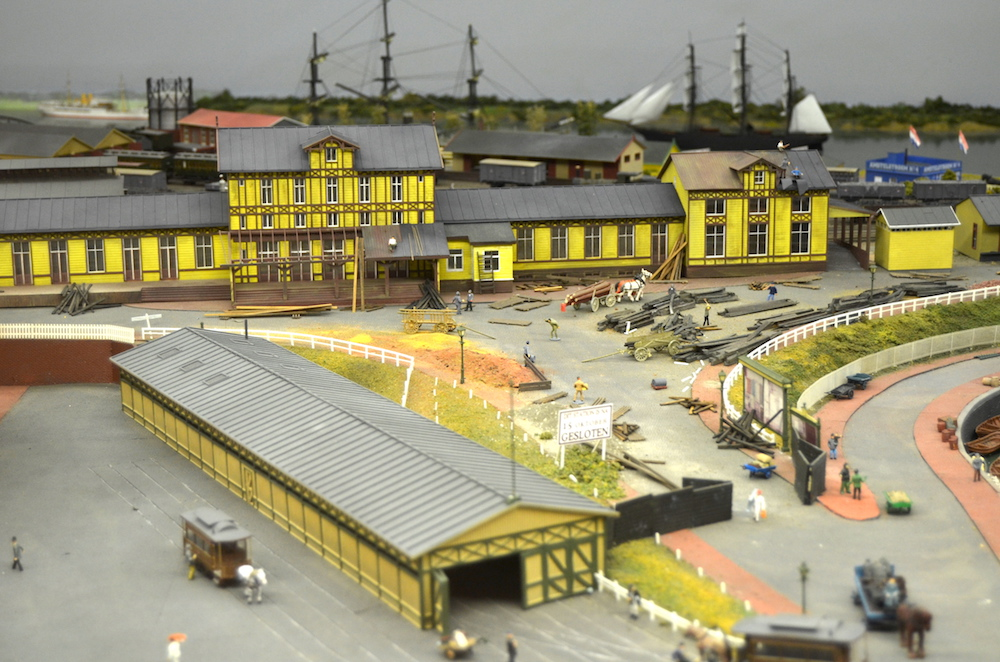
Maquette van station Amsterdam Westerdok in het Spoorwegmuseum

Station Amsterdam Westerdok was een tijdelijk station voor de spoorlijnen richting Haarlem en Zaandam. Het werd op 15 oktober 1878 geopend. Vanaf 19 december 1879 stopten de treinen uit het oosten ook op Westerdok, nadat het station Oosterdok was afgebrand. Het station is gesloten op 15 oktober 1889, toen het Centraal Station werd geopend.
Tegenover station Westerdok stond het hoofdkantoor van de HIJSM, dat hier gevestigd bleef tot de fusie met de Staatsspoorwegen, waarna men naar Utrecht verhuisde; het gebouw is nog steeds aanwezig aan het Droogbak.